# Intelsat 16
O Intelsat 16 (IS-16), anteriormente denominado de PanAmSat 11R (PAS-11R), é um satélite de comunicação geoestacionário construído pela Orbital Sciences Corporation (OSC). Ele está localizado na posição orbital de 45 graus de longitude oeste e é operado pela Intelsat. O satélite foi baseado na plataforma Star-2.4 Bus e sua expectativa de vida útil é de 15 anos. Atualmente, o mesmo é utilizado pela Sky México.

## Lançamento
O satélite foi lançado com sucesso ao espaço no dia 12 de fevereiro de 2010, às 00:39 UTC, por meio de um veículo ILS Proton-M/Briz-M a partir do Cosmódromo de Baikonur, no Cazaquistão. Ele tinha uma massa de lançamento de 5663 kg.